# 箕面郵便局
箕面郵便局（みのおゆうびんきょく）は、大阪府箕面市にある郵便局。民営化前の分類では集配普通郵便局であった。

## 概要
住所：〒562-8799 大阪府箕面市箕面6-5-30

### 併設施設
- ゆうちょ銀行箕面店（大阪支店箕面出張所）：取扱店番号410470

## 沿革
- 1910年（明治43年）8月21日 - 箕面郵便局（三等）として開設[1]。
- 1960年（昭和35年）10月16日 - 電話交換事務、電報配達事務ならびに国内欧文電報および国際電報の受付および配達に関する事務を箕面電報電話局に移管[2]。
- 1962年（昭和37年）2月1日 - 特定郵便局から普通郵便局に局種別改定。
- 1998年（平成10年）9月1日 - 外国通貨の両替および旅行小切手の売買に関する業務取扱を開始。
- 2007年（平成19年）10月1日 - 民営化に伴い、併設された郵便事業箕面支店、ゆうちょ銀行箕面店に一部業務を移管。
- 2012年（平成24年）10月1日 - 日本郵便株式会社発足に伴い、郵便事業箕面支店を箕面郵便局に統合。
- 2022年（令和4年）4月1日-かんぽサービス部を設置。

## 取扱内容

### 箕面郵便局
- 郵便、印紙、ゆうパック、内容証明
- 生命保険、バイク自賠責保険、自動車保険
- 「562-00xx」区域（箕面市（上止々呂美・下止々呂美・森町北・森町中・森町西・森町南を除く））の集配業務
- ゆうゆう窓口

### ゆうちょ銀行箕面店
- 貯金、貸付、為替、振替、振込、国際送金、外貨両替、トラベラーズチェック、国債、投資信託、変額年金保険
- ATM

## 周辺
- 箕面市立中央図書館
- 箕面市立メイプルホール
- 箕面警察署
- 箕面市消防本部

## アクセス
- 阪急箕面線 箕面駅から徒歩約10分
- 阪急バス 箕面警察前停留所下車
- 中国自動車道 中国豊中IC・中国池田ICから北東へ、阪神高速池田線 川西小花出入口から東へ、それぞれ約5km
- 駐車場あり：10台